# Kalypso (Schiff, 1994)
Die Kalypso  (griechisch Καλυψώ, Kennung: M64) ist ein Minenjagdboot der Osprey-Klasse der griechischen Marine, das seit 2007 in Dienst steht. Vorher stand das Boot von 1994 bis 2007 als Heron (Kennung: MHC-52) im Dienst der US-amerikanischen Marine.

## Geschichte
Der Bauauftrag für die spätere Kalypso  wurde als MHC-52 als zweite Einheit der Osprey-Klasse, der US-amerikanischen Marine vergeben. Das Boot wurde am 11. Oktober 1989 bei der Werft Intermarine in Savannah im US-Bundesstaat Georgia auf Kiel gelegt. Der Stapellauf mit Taufe auf den Namen Heron erfolgte am 21. März 1992 und die Indienststellung am 6. August 1994, unter dem Kommando von Commander Daniel I. Gallagher.
Seit dem 15. Juli 1995 gehörte das Schiff zur Naval Reserve Force und wurde für das Training der Reservisten verwendet. Am 16. März 2007 wurde die Heron zusammen mit der Pelican außer Dienst gestellt und in „warmem Zustand“ an die griechische Marine übergeben. Nach Abschluss einer Grundinstandsetzung und der Ausbildung der Besatzung wurden die beiden Schiffe nach Griechenland verlegt. Die Heron wurde in Kalypso umbenannt.
Kalypso (Kennung: M64) ist als die offizielle Bezeichnung bei der Griechischen Marine bekannt. Zusätzlich wurde die Kennung IMO-Nummer 4551409 zuteilt. Das Schiff hat bei der Griechischen Marine bereits an mehreren NATO-Übungen teilgenommen und erfüllt die die Aufgabe den Verpflichtungen als NATO-Verbündeter nachzukommen und durch maritime Zusammenarbeit zur Sicherheit und Stabilität der Region beizutragen. Nach Zwischenfällen mit Schiffen der Osprey-Klasse wurde von Seiten der Griechischen Marine Pläne zum Kauf von niederländischen Minenjagdbooten als Ersatz bekannt.

## Liste der Kommandanten (unvollständig)
| Nr. | Name                             | Beginn der Amtszeit | Ende der Amtszeit  |
| --- | -------------------------------- | ------------------- | ------------------ |
| 1.  | CDR Daniel I. Gallagher          | 6. August 1994      | 7. April 1996      |
| 2.  | LCDR Robert Douglas Fink         | 7. April 1996       | 23. Januar 1998    |
| 3.  | CDR Peter Lyle Stitt             | 23. Januar 1998     | 27. August 1999    |
| 4.  | LCDR Anthony Lloyd Krueger       | 27. August 1999     | 19. Januar 2001    |
| 5.  | LCDR Mark Alan Becker            | 19. Januar 2001     | 27. September 2002 |
| 6.  | LCDR Robert M. Gordon            | 27. September 2002  | 16. Juli 2004      |
| 7.  | LCDR James Robert Midkiff        | 16. Juli 2004       | 15. August 2004    |
| 8.  | LCDR Thomas Patrick Hollingshead | 15. August 2004     | 1. November 2004   |
| 9.  | LCDR Eric Crawfors Cash          | 1. November 2004    | 15. März 2006      |
| 10. | LCDR Andrew Forrest Carlson      | 15. März 2006       | 10. Januar 2007    |
| 11. | LCDR Shanti Rae Sethi            | 10. Januar 2007     | 16. März 2007      |
| 12. | KKpt G. Karageorgis              | 16. März 2007       | ?                  |